# Duilio Pizzocchi
Duilio Pizzocchi, pseudonimo di Maurizio Pagliari (Bologna, 14 ottobre 1957), è un comico e cabarettista italiano.

## Biografia
A partire dal 1983 Maurizio Pagliari inizia a comparire in televisione, all'interno di trasmissioni in onda su reti locali dell'Emilia-Romagna. Le prime trasmissioni in cui figura assieme con Gilberto Rivelli, vengono trasmesse da emittenti locali quali Nuovatelevisione e Rete 7, contesto in cui si svilupparono alcuni dei suoi personaggi più noti, come l'invadente imbianchino ferrarese Duilio Pizzocchi e lo sregolato camionista Ermete Bottazzi. Altri poi ripresi su altre televisioni locali e negli spettacoli dal vivo, come Cactus, il tossicodipendente sempre in cerca di spicci, l'astrologa Donna Zobeide, il boss mafioso italo-americano Eddy Collante e la vecchietta acida e iettatrice Nonna Novella.
Dal 1988 Pagliari intraprende a tempo pieno la carriera del cabaret, collezionando apparizioni presso televisioni locali quali Retemia, Rete 7, Odeon TV, Antenna 1, Italia 7, Rete 8 e NuovaRete. Compare meno frequentemente in trasmissioni a diffusione nazionale, in programmi come Zelig (2000, su Italia 1) Maurizio Costanzo Show (2001, Canale 5), Zelig Circus (2006, Canale 5), Tisana Bum Bum (Rai 2), Alle due su Rai Uno (Rai 1).
Con Andrea Sasdelli, alias Giuseppe Giacobazzi, e altri, fonda nel 1992 lo spettacolo itinerante Costipanzo Show, che va in scena con cadenza settimanale in locali e teatri della zona di Bologna. Fra i suoi altri spettacoli teatrali figurano: Coppia d'assi (con Giacobazzi) e i monologhi Vernice fresca. Pagliari è anche attivo nel ruolo di cronista di incontri di football americano.
Nel 2005 conduce con Giacobazzi il programma radiofonico Il manicomico, che va in onda tutti i giorni su Radio Italia Anni 60, in Emilia-Romagna. Nel 2008 è il protagonista della sit-com Casa Pizzocchi, in onda su Tele1 e ambientata in una casa nelle valli di Comacchio, che vede come coprotagonisti Andrea Poltronieri, Marco Dondarini e Andrea Vasumi. Nel 2018 entra a far parte del supergruppo Artisti per Bologna, con il quale pubblica il singolo Bån Nadèl 2.0. Nel 2020 pubblica per le Edizioni Pendragon di Bologna il libro di racconti Fuori scena. Risate a sipario chiuso.
Al cinema compare nei film: Consigli per gli acquisti, diretto da Sandro Baldoni (1997), Baciato dalla fortuna diretto da Paolo Costella (2011), All'ultima spiaggia diretto da Gianluca Ansanelli (2012), Volevo nascondermi diretto da Giorgio Diritti (2020), Va bene così diretto da Francesco Marioni (2021), Acqua e anice diretto da Corrado Ceron (2022) e Rapito diretto da Marco Bellocchio (2023).

## Filmografia

### Cinema
- Consigli per gli acquisti, regia di Sandro Baldoni (1997)
- Baciato dalla fortuna, regia di Paolo Costella (2011)
- All'ultima spiaggia, regia di Gianluca Ansanelli (2012)
- Volevo nascondermi, regia di Giorgio Diritti (2020)
- Va bene così, regia di Francesco Marioni (2021)
- Acqua e anice, regia di Corrado Ceron (2022)
- Rapito, regia di Marco Bellocchio (2023)

### Televisione
- Casa Pizzocchi - sitcom (2008)
- L'ispettore Coliandro – serie TV, episodio 6x02 (2017)

## Programmi televisivi
- Zelig (Italia 1, 2000)
- Maurizio Costanzo Show (Canale 5, 2001)
- Zelig Circus (Canale 5, 2006)
- Quelli che... il calcio (Rai 3, 2009)
- Tisana Bum Bum (Rai 2)
- Alle due su Rai Uno (Rai 1)

## Radio
- Il manicomico (Radio Italia Anni 60, 2005)

## Teatro
- Costipanzo Show (1992)
- Coppia d'assi
- Vernice fresca (2024-2025)
- Poker Romagnolo (2025)

## Discografia

### Con Artisti per Bologna
- 2018 - Bån Nadèl 2.0

## Libri
- Giuseppe Giacobazzi e Duilio Pizzocchi, Quel tesoro di mio figlio, Milano, Kowalski, 2009, ISBN 978-8874966899.
- Duilio Pizzocchi, Fuori scena. Risate a sipario chiuso, Giuseppe Giacobazzi (presentazione), Bologna, Edizioni Pendragon, 2020, ISBN 978-8833641805.